# Alpha-Sarcine
L'α-sarcine, ou ARNr endonucléase, est une endoribonucléase cytotoxique, qui hydrolyse la liaison phosphodiester entre les résidus de guanosine et d'adénosine à une position spécifique de l'ARN ribosomique 28S de souris,,.